# Димитър Абаджиев
Димитър Иванов Абаджиев е български политик и дипломат. Бил е член е на СДС, ДСБ, РЗС и България без цензура.

## Биография

### Образование и кариера на юрист
Роден е на 15 декември 1965 г. в Омуртаг. Завършва право в Софийския университет „Св. Климент Охридски“, а по-късно специализира американско и международно право в Академията по американско и международно право в Далас, САЩ.
През 1991 г. е съдия-изпълнител в Районен съд – Търговище, през 1991 – 1992 г. – районен съдия в Омуртаг, където в следващите пет години е председател на Районен съд – Омуртаг. В същото време е и заместник-председател на „Алианс за правно взаимодействие“ – София и председател на Регионалния съвет на СДС – Търговище.

### Политическа кариера
В периода 1997 – 2009 г. е народен представител.
През 1997 г. е избран за депутат от Търговище в листата на СДС. Избран за член на Националния изпълнителен съвет (НИС) на СДС на 11-ата Национална конференция на партията на 26 февруари 2000 г.
През 2001 г. е избран за депутат в парламентарните избори за XXXIX народно събрание. В това НС е бил заместник-председател на Комисията по външна политика, отбрана и сигурност; член на Комисията по правни въпроси; член на Временната комисия за подготовка на предложения за промени в Конституцията на Република България; член на Временната комисия за проучване на данните по твърденията за финансиране на БСП от режима на Саддам Хюсеин; член на Временната комисия за проучване на данните, свързани с трагичната катастрофа в р. Лим (на туристически автобус с български ученици).
През 2004 г. е един от групата народни представители от СДС начело с Иван Костов, които се отделят в парламентарна група на ОДС, а по-късно основават нова партия – Демократи за силна България. ДСБ е сред 22-е партии, регистрирани за участие в парламентарните избори през 2005 г. и получава 6,5% от гласовете. На 25 юни Абаджиев става депутат в XL народно събрание (с мандат от Велико Търново), а от 26 август е един от 18-те български наблюдателя в Европейския парламент.
След президентските избори в началото на ноември 2006 г. напуска ДСБ и става независим депутат. От ноември 2007 г. заедно с отделилите се от парламентарната група на ОДС Елеонора Николова и Мария Капон създават гражданско сдружение „Европейски демократичен път“ (ЕДП), на което Абаджиев става първи председател. ЕДП не прераства в партия.
От 2004 до 2006 г. Абаджиев е български наблюдател в Европейския парламент.
От 2008 до юли 2010 г. е председател на УС на Сдружение „Европейски демократически институт“.
От юли 2010 г. до 2013 г. е представител на България в ръководството на проектната компания на изоставения по-късно проект за газопровод „Набуко“ (Набуко Газ Пайплайн Интернешънъл), назначен от първото правителство на ГЕРБ.

### Дипломатически мисии
От юни 2015 г. Абаджиев е назначен за генерален консул на България в Шанхай, Китай, до ноември 2016 г.
С указ от 9 декември 2016 г. е за посланик на България във Словения, със седалище в Любляна, до 17 април 2019 г., когато е освободен.
През ноември 2017 г. третото правителство на Бойко Борисов обсъжда назначаването му за посланик в новооткритата българска дипломатическа Рияд, Саудитска Арабия. Самото назначаване е като извънреден и пълномощен посланик на Република България в Кралство Саудитска Арабия, с указ от 5 декември 2018 г, а от 9 март 2020 г. – и за извънреден и пълномощен посланик на Република България в Кралство Бахрейн със седалище в Рияд, Кралство Саудитска Арабия.
Н. Пр. Димитър Абаджиев представя копия на акредитивните си писма като нерезидентен посланик на Република България в Кралство Бахрейн на министъра на външните работи на Кралството Н. Пр. д-р Абдуллатиф бин Рашид Ал-Заяни. Церемонията се състои онлайн на 27 септември 2020 г.
Освободен от длъжността извънреден и пълномощен посланик на Република България в Кралство Саудитска Арабия с указ от 1 март 2022 г.

## Личен живот
Член на Интернет общество - България от 11 януари 2002 г.
Женен, има 2 деца.